# Вук Дојчевић
Вук Дојчевић је лик из црногорског народног предања. Није сигурно да ли је заиста постојао.

## Биографија
Дојчевић Вук, који се такође помиње и као Дојчетић Вук, је јунак из усменог предања Црне Горе. По предању био је у служби зетског војводе Ивана Црнојевића (1465–1490), могуће да је такође био у служби деспота Ђурађа, који је дуго држао Зету под својом управом. Вук Дојчевић се помиње у епској народној песми "Женидба Ђурађа Чарнојевића" где се наводи као његов побратим, тако да се стече утисак да је поред Ђурађа Бранковића, имао везе и са Ђурађом Црнојевићем, Ивановим сином и последњим владарем Зете. Вук Дојчевић је овековечен као књижевни лик у ремек делу "Причања Вука Дојчевића" српског писца из Црне Горе, Стјепана Митрова Љубише. У питању је збирка фолклорних и историјских и епских приповедака која говори о јунацима из Паштровића у 15. веку у Црној Гори, обичајима и животу тамошњег народа.